# Бертіл Ліндблад
Бертіл Ліндблад (швед. Bertil Lindblad; 26 листопада 1895, Еребру — 26 червня 1965) — шведський астроном, член Шведської королівської АН (з 1928 року), її президент у 1938—1939 і 1960—1961 роках.
1920 року закінчив університет в Уппсалі, у 1920—1921 роках проходив стажування в обсерваторії Маунт-Вілсон, Гарвардській і Лікській обсерваторіях у США. У 1921—1927 роках працював в Уппсальскій обсерваторії. З 1927 року — професор астрономії Шведської королівської АН та директор Стокгольмської обсерваторії, створеної під його керівництвом у 1927—1931 рр. У 1948—1952 рр. — президент Міжнародного астрономічного союзу; у 1952—1855 рр. — президент Міжнародної ради наукових союзів.
Основні наукові праці присвячені дослідженню будови і динаміки галактик і зоряних скупчень. 1926 року для пояснення асиметрії в розподілі швидкостей зірок у нашій Галактиці Ліндблад вперше сформулював концепцію обертання Галактики. Згідно з його теорією, всі тіла у Галактиці належать до різних взаємопроникних підсистем, які обертаються з різними швидкостями і характеризуються різним ступенем сплюснутості. Оцінив період обертання і масу Галактики. 1927 року обертання Галактики було підтверджено Яном Оортом на основі статистичного вивчення променевих швидкостей і власних рухів зір. Низка робіт Ліндблада присвячена вивченню спіральної структури і обертанню спіральних галактик. Розглядаючи рух зірок у великих скупченнях (галактиках), знайшов, що зірки концентруються в спіральних рукавах і що спіралі лідирують в обертанні галактики (нині вважають, що вони «волочаться»).
Виявив залежність величини поглинання в ультрафіолетовій частині спектру зір пізніх спектральних класів від їхньої світності і правильно ототожнив джерело поглинання з молекулою ціану (CN)2; розробив на основі цього ефекту метод визначення світності слабких холодних зірок за спектрами з низькою дисперсією (1922).
Також вивчав теорією променистої рівноваги і її застосування до поверхневих шарів Сонця, зокрема до явища потемніння диска до краю (1920).
1934 року вперше довів, що малі частинки міжзоряного пилу можуть утворюватися і зростати шляхом акреції і що цей процес може відігравати велику роль у утворенні та еволюції зір.

## Відзнаки і нагороди
- Член багатьох наукових товариств і академій.
- Медаль Жансен Паризької АН (1938);
- Золота медаль Лондонського королівського астрономічного товариства (1948);
- медаль Кетрін Брюс Тихоокеанського астрономічного товариства (1953).

На честь нього названі:
- Кратер Ліндблад на Місяці
- Астероїд 1448 Ліндбладія